# Werner Schmieder
Werner Schmieder (* 11. November 1926 in Possendorf) ist ein ehemaliger deutscher Politiker (SED). Er war 1980 bis 1981 Mitglied im Ministerrat der DDR (1976–1981) und Minister der Finanzen der DDR.

## Leben
Als Sohn einer Arbeiterfamilie in Possendorf, Kreis Freital, geboren, besuchte er die Volksschule und absolvierte eine Ausbildung zum Finanzökonom. Er beantragte am 29. Januar 1944 die Aufnahme in die NSDAP und wurde zum 20. April desselben Jahres aufgenommen (Mitgliedsnummer 10.147.380). Im selben Jahr wurde er zur Wehrmacht eingezogen und geriet bald darauf in sowjetische Kriegsgefangenschaft.
Schmieder kehrte 1948 in die Sowjetische Besatzungszone Deutschlands zurück, trat in die Deutsche Volkspolizei und in die SED ein. Von 1949 bis 1955 war er bei der Deutschen Investitionsbank Dresden als Prüfer tätig. 1953 machte er seinen Abschluss als Finanz-Ökonom an der Fachschule für Finanzwirtschaft in Gotha. Von 1955 bis 1962 war an der Deutschen Investitionsbank Cottbus als Bezirksdirektor tätig. Von 1954 bis 1959 qualifizierte er sich im Fernstudium an der Hochschule für Ökonomie Berlin-Karlshorst zum Diplomwirtschaftler. Von 1962 bis 1967 war er Stellvertreter des Vorsitzenden des Rates des Bezirkes Cottbus und Vorsitzender der Bezirksplankommission. Gleichzeitig war er Abgeordneter des Bezirkstages sowie Mitglied der SED-Bezirksleitung Cottbus und ihres Sekretariats. Am Zentralinstitut für Sozialistische Wirtschaftsführung wurde er 1967 zum Dr. rer. oec. promoviert. Am 1. Februar 1967 wurde er zum stellvertretenden Finanzminister und 1974 zum Staatssekretär im Finanzministerium der DDR ernannt (Nachfolger von Horst Kaminsky). An der Ingenieurschule für Bau- und Straßenwesen schloss er 1969 sein Studium als Ingenieurökonom erfolgreich ab. Nach dem Tod von Siegfried Böhm war er von Juni 1980 bis April 1981 Minister der Finanzen der DDR. Als Finanzminister gehörte er auch dem Präsidium des Ministerrates an. Wegen seiner Kritik an Erich Honecker musste er schon nach kurzer Zeit im April 1981 zurücktreten. 1990 wurde er durch die PDS-Schiedskommission rehabilitiert.

## Auszeichnungen
- 1965 Vaterländischer Verdienstorden in Bronze[4] und 1969 in Silber
- 1976 Orden Banner der Arbeit